# Ezechiel N'Douassel
Ezechiel N'Douassel (N'Djamena, 22 aprile 1988) è un calciatore ciadiano, attaccante del Persela Lamongan.

## Carriera

### Club
Gioca dal 2006 al 2007 al Tourbillon. Nel 2007 si trasferisce al MC Oran. Nel 2008 passa al Blida. Nel 2009 viene acquistato dal Dender. Nel 2010 torna al Blida. Nel 2010 si trasferisce al Club Africain. Nel 2012 passa al Terek Groznyj. Nel 2013 viene ceduto in prestito al Konyaspor. Nel 2014 viene ceduto, sempre in prestito, al Club Africain. Nel 2014 viene acquistato dallo Hussein Dey. Nel 2015 si trasferisce allo Sfaxien. Nel 2016 passa all'Ironi K. Shmona. Nel gennaio 2017 viene acquistato dall'Hapoel Tel Aviv.

### Nazionale
Debutta in nazionale nel 2005. Mette a segno la sua prima rete con la maglia della nazionale il 6 marzo 2007, in Ciad-Repubblica Centrafricana. Segna la sua prima doppietta con la maglia della nazionale il 31 maggio 2014, in Ciad-Malawi.

## Palmarès

### Club

#### Competizioni internazionali
- Coppa UNAF: 1

Club Africain: 2010